# Einstein (Fernsehserie)
Einstein ist eine deutsche Krimiserie, die von Januar 2017 bis März 2019 auf dem Pay-TV-Sender Sat.1 emotions sowie auf dem Free-TV-Sender Sat.1 ausgestrahlt wurde. Sie handelt von Felix Winterberg, der die Genialität von seinem Ururgroßvater Albert Einstein geerbt hat und nun die Bochumer Polizei als Berater unterstützt.
Zuvor im Frühjahr 2015 wurde der gleichnamige Fernsehfilm ebenfalls auf Sat.1 emotions und Sat.1 ausgestrahlt.
Im April 2018 wurde die Serie um eine dritte Staffel verlängert. Diese wurde vom 7. Januar bis zum 18. März 2019 auf Sat.1 ausgestrahlt.
Am 29. März 2019 verkündete Sat.1, dass die Serie nach drei Staffeln nicht verlängert wird.

## Handlung
Felix Winterberg, unehelicher Ururenkel von Albert Einstein, hat dessen Genialität geerbt und ist der jüngste Professor, der an der Bochumer Universität theoretische Physik unterrichtet. Er besitzt die genetische Veranlagung für die tödliche Krankheit Chorea Huntington, die ihm nach einem Ausbruch der Krankheit eine restliche Lebenserwartung von etwa sieben Jahren erwarten ließe. Er muss als Berater unter der Leitung von Kriminalhauptkommissar Stefan Tremmel der Kriminaloberkommissarin Elena Lange bei den Aufklärungen von Mordfällen helfen, um nicht wegen Verstößen gegen das Betäubungsmittelgesetz (unerlaubter Amphetaminbesitz) im Gefängnis zu landen.

## Besetzung

### Hauptbesetzung

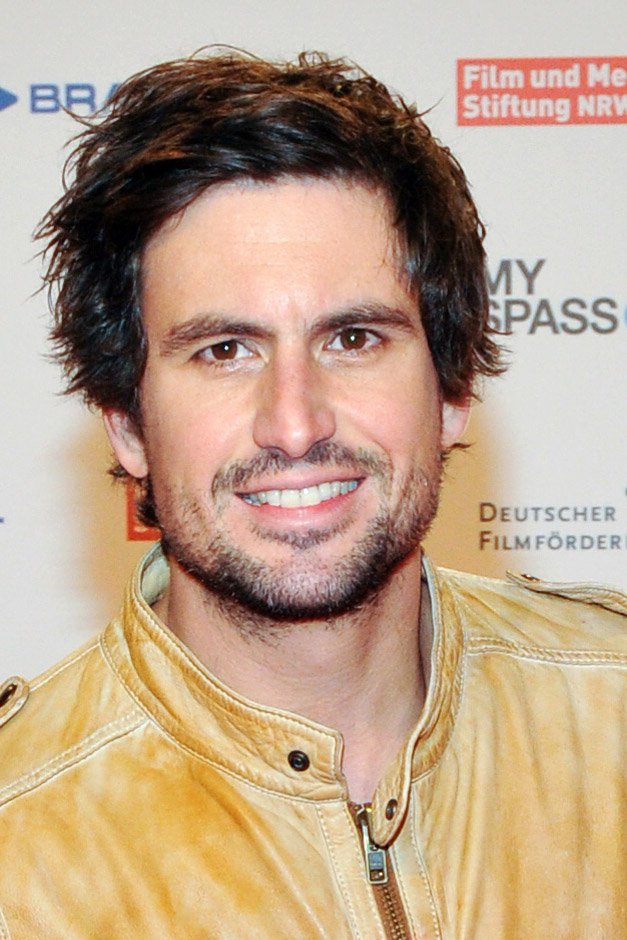
Tom Beck
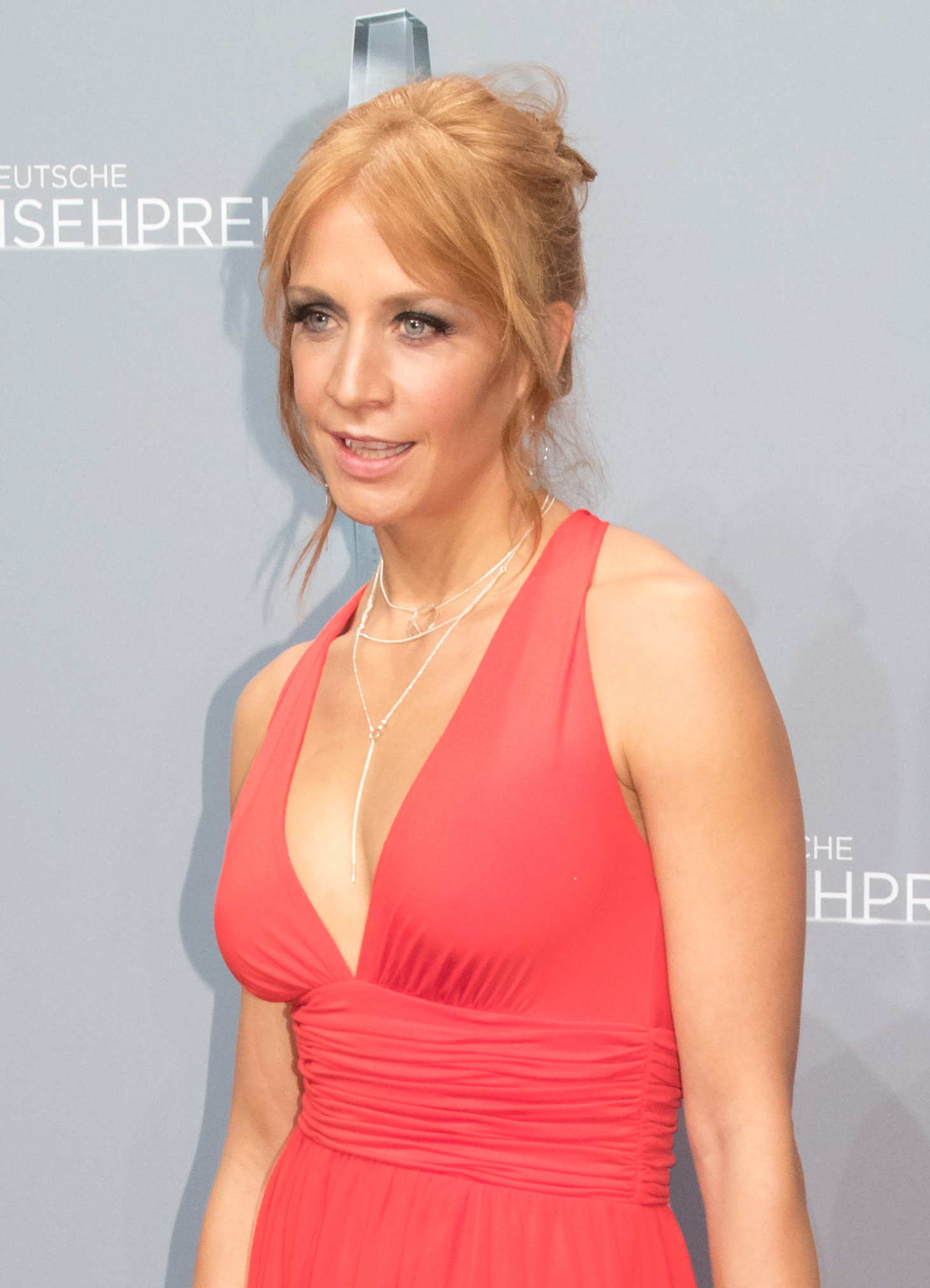
Annika Ernst
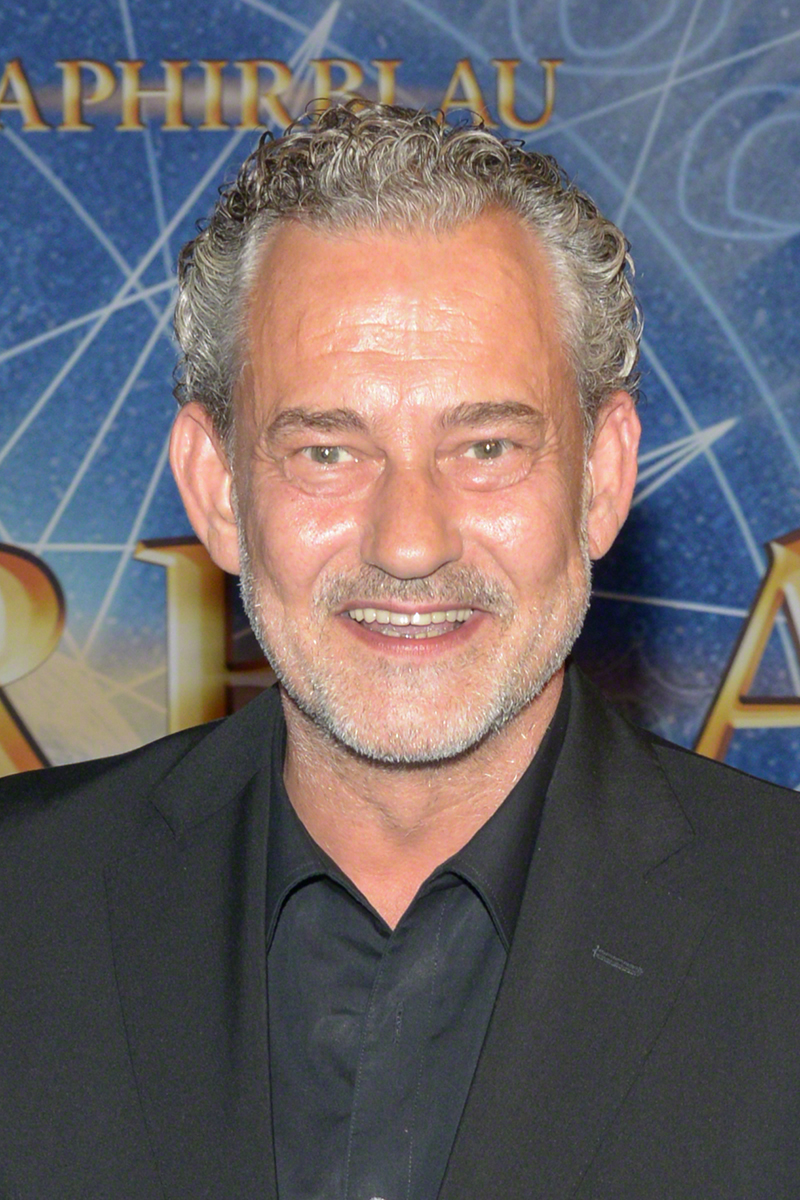
Rolf Kanies

| Rollenname                                | Schauspieler       | Staffel | Folgen | Bemerkungen                                                                    |
| ----------------------------------------- | ------------------ | ------- | ------ | ------------------------------------------------------------------------------ |
| Prof. Dr. Dr. Felix „Einstein“ Winterberg | Tom Beck           | 1–3     | 1–32   | Professor an der Ruhr-Universität Bochum, Berater der Bochumer Kriminalpolizei |
| Elena Lange                               | Annika Ernst       | 1–3     | 1–32   | Kriminaloberkommissarin                                                        |
| Stefan Tremmel                            | Rolf Kanies        | 1–3     | 1–32   | Kriminalhauptkommissar                                                         |
| Kirsten Maybach                           | Haley Louise Jones | 1–3     | 1–32   | Kriminaltechnikerin                                                            |

### Nebenbesetzung
Schauspieler, die eine wiederkehrende Nebenrolle spielen. Sortiert nach Folgenauftritt.
| Rollenname                     | Schauspieler          | Staffel | Folgen                               | Bemerkungen |
| ------------------------------ | --------------------- | ------- | ------------------------------------ | --- |
| Dr. Lee Kwon                   | Yung Ngo              | 1–3     | 1–16, 18–20, 25, 28–32               | Freund von Felix Winterberg                                                                                          |
| Leon Lange                     | Paul Bohse            | 1–3     | 1, 3–6, 8–26, 29–32                  | Sohn von Elena Lange; im Pilotfilm dargestellt von Jonatan Jakobsson                                                 |
| Andreas „Andy“                 | Patrick Joswig        | 1       | 1, 3, 5                              | Kriminalkommissar |
| Andreas „Andy“                 | Jesse Albert          | 2–3     | 12, 14, 17–19, 25, 27, 30            | Kriminalkommissar |
| Dr. Rössler                    | Christian Hockenbrink | 1–3     | 1, 3, 8–11, 15–16, 21–23, 28, 30, 32 | Arzt von Felix Winterberg und Leon Lange                                                                             |
| Prof. Dr. Constanze Winterberg | Angela Roy            | 1–3     | 6–7, 9, 11–18, 20, 25, 28, 32        | Mutter von Felix Winterberg, Dekanin an der Ruhr-Universität Bochum (Staffel 2)                                      |
| Teresa Lange                   | Merle Collet          | 1, 3    | 4, 21–22                             | Schwester von Elena Lange, Tante von Leon Lange                                                                      |
| Prof. Dr. Oliver Kohaupt       | Hubertus Hartmann     | 1       | 1–3, 6, 8, 10                        | Dekan an der Ruhr-Universität Bochum (Staffel 1), Spitzel für Stefan Jäger                                           |
| Sabine Steenken                | Jennifer Poppek       | 1–2     | 2, 7–8, 10–11, 13, 18–20             | Sekretärin von Oliver Kohaupt (Staffel 1), Sekretärin von Constanze Winterberg (Staffel 2), Spitzel für Stefan Jäger |
| Studentin Petra                | Bianca Warnek         | 1       | 3, 7, 10                             | Studentin, One-Night-Stand von Felix Winterberg                                                                      |
| Prof. Dr. Stefan Jäger         | Reiner Schöne         | 1–2     | 4, 9–11, 13, 19–20                   | ehemaliger Professor von Felix Winterberg, erschossen durch Julia Weigert in Folge 20                                |
| Siri Arvidsson                 | Valerie Potozki       | 1       | 8–10                                 | Assistentin von Felix Winterberg, Spitzel für Stefan Jäger, stirbt in Folge 10                                       |
| Julia Weigert                  | Laura Berlin          | 1–3     | 10–12, 15–20, 31-32                  | BKA-Mitarbeiterin, Spionin für China, erschossen durch Lee Kwon in Folge 32                                          |
| Nic Beuser                     | Wayne Carpendale      | 2       | 17–20                                | interner Ermittler, heroinabhängig, erschossen durch Elena Lange in Folge 20                                         |

Anmerkungen
1. ↑  Jesse Albert spielte in der vierten Episode der ersten Staffel die Rolle eines Polizisten.

### Gastauftritte
Schauspieler, die in einer Folge oder in mehreren Folgen eine Gastrolle spielen.
| Rolle                                | Schauspieler               | Folge   |
| ------------------------------------ | -------------------------- | ------- |
| Paul Bennat                          | Nic Romm                   | 1       |
| Lutz Heineking                       | Tim Oliver Schultz         | 1       |
| Timo Matt                            | Marian Meder               | 1       |
| Sylvia Hölscher                      | Clara Große                | 1       |
| Mark Hölscher                        | Florian Krystofiak         | 1       |
| Herta Schmilewski                    | Antje Lewald               | 1       |
| Frieda Engels                        | Ella Päffgen               | 1       |
| Cem                                  | Batuhan Dogan              | 1       |
| Student Tauber                       | Kim Martin Heeß            | 1       |
| Anja Schöne                          | Amrei Haardt               | 2       |
| Eva Fischer                          | Amelie Plaas-Link          | 2       |
| Irina Orlow                          | Sandra Nedeleff            | 2       |
| Nachrichtensprecher                  | Marc Bator                 | 2       |
| Prof. Boris Wassiljew                | Rolf Berg                  | 2       |
| Studentin Petra                      | Bianca Warnek              | 2       |
| Jegor Schukow                        | Mateusz Dopieralski        | 2       |
| Student Maximilian                   | Tim Fairhurst              | 2       |
| LKW-Fahrer                           | Frank Glaser               | 2       |
| Drogensüchtiger                      | Jannik Kloft               | 2       |
| Lieferant des Tritiumdioxids         | Bernd Capitain             | 2       |
| Student Hagen                        | Lars Wolters               | 3       |
| Nazi                                 | Maxwell Richter            | 3       |
| Krankenschwester Nora                | Anna-Lea Mede              | 3       |
| Steffen                              | Stephen Appleton           | 3       |
| Angler                               | Jürgen Mikol               | 3       |
| Andreas Tenner                       | Matthias Lühn              | 3       |
| Taucher                              | Daniel Kremmer             | 3       |
| Andrea Stenner                       | Haike Marlaine Bodden      | 3       |
| Sylvia Gebert                        | Gruschenka Stevens         | 4       |
| Frau Amos                            | Christa Rockstroh          | 4       |
| Nihau Hartmann                       | Joy Maria Bai              | 4       |
| Kommissar                            | Steffen Reuber             | 4, 6    |
| Chang                                | Nick Dong-Sik              | 4       |
| Student Schlottmann                  | Jonas Wenz                 | 4       |
| Herr Chau                            | Jan Liem                   | 4       |
| Marc Hertel                          | Alexander Schubert         | 5       |
| Ambrosia alias Sigrun Köhler         | Tina Ruland                | 5       |
| Birgit Kraft                         | Nova Meierhenrich          | 5       |
| Sina                                 | Maike Johanna Reuter       | 5       |
| Carola Tremmel                       | Sabrina White              | 6       |
| Enno Behnken                         | Christian Maria Goebel     | 6       |
| Martin Stude                         | Bela B. Felsenheimer       | 6       |
| Studentin Mirka                      | Panagiota Dimareli         | 6       |
| Tim Vogel                            | Thomas Kautenburger        | 6       |
| Security-Mann                        | Felix Lampert              | 6       |
| Studentin                            | Daniela Galbo              | 6       |
| Chiara Drossard                      | Suzan Anbeh                | 7       |
| Boris                                | Simon Böer                 | 7       |
| Horst Drossard                       | Martin Semmelrogge         | 7       |
| Uwe Drossard                         | Sönke Möhring              | 7       |
| Stefan Runge                         | Steffen Will               | 7       |
| chinesischer Spion                   | Khoa Huynh                 | 7, 10   |
| chinesischer Spion                   | Vi-Dan Tran                | 7, 10   |
| Carsten Peters                       | Max Urlacher               | 8       |
| Robin Münch                          | Tobias van Dieken          | 8       |
| Mickie Krause                        | Mickie Krause              | 8       |
| Britta Krause                        | Janine Kunze               | 8       |
| Dr. Patel                            | Mohammad-Ali Behboudi      | 8       |
| Yvonne                               | Nadine Menz                | 8       |
| Musicalproduzent                     | Jürgen Rißmann             | 8       |
| Fußballtrainer                       | Nicholas Bodeux            | 8       |
| Studentin Liane                      | Josefin Bressel            | 8       |
| Werksleiter von „Grünfrost“          | Peter Obermann             | 8       |
| Elke Reinhart                        | Nicole Ansari-Cox          | 9       |
| Dr. Leinemann                        | Daniel Wiemer              | 9       |
| LKA Beamter                          | Frank Kerschnitzki         | 9       |
| Gregor Wisnewski                     | Marko Dyrlich              | 9       |
| Barkeeperin Fanny                    | Oona von Maydell           | 9       |
| Bürgermeister                        | Pierre Shrady              | 9       |
| Sekretärin des Bürgermeisters        | Jana Klein                 | 9       |
| Frank Lewen                          | Stefan Gebelhoff           | 10      |
| Jeanette                             | Johanna Falckner           | 10      |
| Krankenschwester Doris               | Chryssanthi Kavazi         | 10      |
| SpuSi-Beamter                        | Martin Thiel               | 10      |
| IT-Experte                           | Christoph Drobig           | 10      |
| Glubbie                              | Stefan Hartmann            | 10      |
| YouTuberin Nana                      | Joyce Ilg                  | 11      |
| Rosa Marcial                         | Vita Tepel                 | 11      |
| YouTuber Crazy Alex                  | Phil Laude                 | 11      |
| YouTuberin Zoe                       | Gizem Emre                 | 11      |
| Jens Abmeyer                         | Jochen Schropp             | 11      |
| Prof. Birgit Wittemann               | Sandra Borgmann            | 12      |
| Thomas Nobbe                         | Axel Schreiber             | 12      |
| Harry Flöter                         | Patrick Bach               | 12      |
| Prof. Peter Schweizer                | Oliver Bootz               | 12      |
| Georgi Kolarow                       | Axel Moustache             | 13      |
| Prof. Christian Berkenbusch          | Guido Broscheit            | 13      |
| Studentin Lina                       | Jeanne Goursaud            | 13      |
| Bernd Stössel                        | Martin Klempnow            | 13      |
| Studentin Samantha                   | Christina Petersen         | 13      |
| Student Eric                         | Patrick Mölleken           | 13      |
| Stössels Sekretärin                  | Laura Preiss               | 13      |
| Vincent                              | Remo Schulze               | 14      |
| Winfried Treptekes                   | Tom Gerhardt               | 14      |
| Anna Zempel                          | Sabine Vitua               | 14      |
| Tatjana Schmalz                      | Jana Julie Kilka           | 14      |
| Adrian Schmalz                       | Steffen Groth              | 14      |
| Hobbyfischerin Erna                  | Gerda Böken                | 14      |
| Student Alexander                    | Kai Bosse                  | 14      |
| Claudia Friedel                      | Martina Schöne-Radunski    | 15      |
| Richard Schiller                     | Heiko Pinkowski            | 15      |
| Zollbeamter Sven Jessen              | Arved Birnbaum             | 15      |
| Zollbeamter Gerd Alberts             | Moritz Führmann            | 15      |
| Dan Wouters                          | Sascha Pederiva            | 15      |
| Anja Hambach                         | Julia Hartmann             | 16      |
| Henning Junker                       | André Hartkopf             | 16      |
| Jovan Bilic                          | Tamer Tıraşoğlu            | 16      |
| Alexander Wieschmann                 | Alexander Wipprecht        | 16      |
| Eckhart Steffens                     | Willi Herren               | 17      |
| Susanne Steffens                     | Susan Sideropoulos         | 17      |
| Jörg Foss                            | Oliver Fleischer           | 17      |
| Turniersprecher                      | Mike McAlpine              | 17      |
| Moderatorin der Maskottchenolympiade | Taynara Joy Silva Wolf     | 17      |
| Wirtin Uschi                         | Millie Vikanis             | 17      |
| Polizeibeamter                       | Marcel Batangtaris         | 17      |
| Bankräuber                           | Oliver Petszokat           | 18      |
| Bankräuber Ingo                      | Michael Lott               | 18      |
| Bankfilialleiter Andreas Schaat      | Christian Wunderlich       | 18      |
| Bankkassiererin Hohenneuner          | Laila Maria Witt           | 18      |
| SEK-Beamter Jürgen                   | Markus Hoffmann            | 18      |
| SEK-Beamter Henner                   | Alexander Koll             | 18      |
| Hendrik Schutlen                     | Hendrik Heutmann           | 19      |
| Monika Schulten                      | Rebecca Madita Hundt       | 19      |
| Bauer Ulrich „Uli“ Molitor           | Rüdiger Klink              | 19      |
| Studentin Pia                        | Elena Carrière             | 19      |
| Inga Bertram                         | Jasmin Bartels             | 19      |
| Bauer                                | Jörg Reimers               | 19      |
| Zoran König                          | Hendrik von Bültzingslöwen | 20      |
| Thomas Wittek                        | Hansa Czypionka            | 20      |
| Frank Lewen                          | Stefan Gebelhoff           | 20      |
| JVA-Beamter Manfred Wächter          | Christoph Bautz            | 20      |
| Vegane Studentin                     | Nicole Alice Sienkiewicz   | 21      |
| Saskia                               | Sylta Fee Wegmann          | 21–22   |
| Regina Kleven                        | Jana Pallaske              | 21–22   |
| Mertens                              | Jens Münchow               | 21-22   |
| Victor                               | Max Thommes                | 22      |
| Josef Wenger                         | Jochen Stern               | 23      |
| Carola Wenger                        | Maya Bothe                 | 23      |
| Peter Wenger                         | Martin Aselmann            | 23      |
| Bestatter                            | Christian Skibinski        | 23      |
| Youtuber                             | Hendrik Voß                | 11      |
| Thomas Müller                        | Axel Stein                 | 28 - 32 |
| Cassandra von Hohenstein             | Mimi Fiedler               | 28      |
| Prof. Zweiwasser                     | Hans-Heinrich Bass         | 30      |

## Produktion und Ausstrahlung
Der Fernsehfilm Einstein wurde am 23. März 2015 auf dem Pay-TV-Sender Sat.1 emotions ausgestrahlt sowie am 24. März 2015 auf dem Free-TV-Sender Sat.1.
Einen Tag nach der deutschen Free-TV-Erstausstrahlung am 25. März 2015 gab Sat.1 bekannt, dass der Fernsehfilm als Fernsehserie weitergeführt werde. Grund hierfür waren laut Jochen Ketschau, dem Chef der Eigenproduktion auf Sat.1, die guten Einschaltquoten und die gute und hohe Resonanz beim Publikum. Die ersten sechs Folgen wurden vom 7. April bis zum 8. Juni 2015 in Bochum gedreht. Sat.1 hat sich am 12. Februar 2016 dazu entschieden, die erste Staffel um vier weitere Folgen zu verlängern, die dann im Frühjahr 2016 gedreht wurden. Dadurch sollte sich die Ausstrahlung der ersten Staffel mit zehn Episoden bis Herbst 2016 verzögern. Während der Programmvorstellung des Senders Sat.1 für die Fernsehsaison 2016/17 wurde bekannt, dass der Ausstrahlungstermin auf Frühjahr 2017 verschoben wurde.
Schließlich wurde die erste Staffel im Pay-TV vom 5. Januar bis zum 2. Februar 2017 donnerstags um 20:15 Uhr in Doppelfolgen auf Sat.1 emotions ausgestrahlt. Im Free-TV wurde die erste Staffel auf Sat.1 vom 10. Januar bis zum 7. Februar 2017 dienstags ebenfalls um 20:15 Uhr in Doppelfolgen ausgestrahlt.
Am 6. Februar 2017 gab Sat.1 bekannt, dass die Serie um eine zweite Staffel verlängert wurde. Sie soll ebenfalls zehn Episoden umfassen. Ende August begannen die Dreharbeiten zur zweiten Staffel. Dazu wurden Dominic Müller, Felix Stienz und Oliver Dommenget als neue Regisseure verpflichtet und ersetzen dadurch ihren Vorgänger Thomas Jahn. Weiterhin sind Martin Ritzenhoff und Matthias Dinter als Drehbuchautoren sowie Michael Souvignier und Dominik Frankowski als Produzenten tätig.
Die zehn neuen Folgen wurden vom 12. Februar bis zum 12. März 2018 montags ab ca. 21:45 Uhr in Doppelfolgen auf dem Pay-TV-Sender Sat.1 emotions ausgestrahlt. Am 13. Februar 2018 begann auch Sat.1 mit der Ausstrahlung der zweiten Staffel in Doppelfolgen. Das Staffelfinale wurde dort am 13. März 2018 gesendet.
Im April 2018 wurde die Serie um eine dritte Staffel verlängert, die erstmals 12 Folgen beinhaltete. Die Erstausstrahlung erfolgte ab dem 7. Januar 2019 erstmals montags um 21:15 Uhr auf Sat.1.
Am 29. März 2019 wurde die Serie nach drei Staffeln abgesetzt.

## Rezeption

### Kritik
„‚Einstein‘ ist die flotteste, temporeichste deutsche Serie seit langem. Geschichten und Machart folgen exakt dem Muster, das Thomas Jahn (Regie und Kamera) schon im TV-Movie vorgegeben hat: Ein brillanter und dazu noch ausgesprochen gutaussehender Wissenschaftler (Tom Beck) steht der Polizei bei besonders verzwickten Fällen als Berater zur Seite; eine Ausgangsposition, die wie das Muster einer amerikanischen Serie wirkt. Das gilt auch für die etwas klischeehaften Vertreter der Polizei: Die attraktive Kommissarin Elena Lange (Annika Ernst) ist rothaarig, weitaus cleverer als ihr Vorgesetzter und die einzige Frau weit und breit, die beim Anblick von Felix Winterberg (Beck) keine weichen Knie bekommt. Ihr Chef Tremmel (Rolf Kanies) ist nicht ganz der kluge Kopf, für den er sich selber hält, sitzt aber am längeren Hebel und hat den Professor in der Hand, weil Winterberg, wie in den ersten drei Folgen jedes Mal aufs Neue erklärt wird, beim Drogenkauf erwischt worden ist. [...] Für die Regie ist die Konstellation insgesamt dankbarer als für die Autoren: Mitunter ist die Schnittfrequenz gerade im Vergleich zum Durchschnittstempo deutscher Serien fast schon atemberaubend. Ähnlich agil ist Jahns Arbeit mit der Kamera.“

„So wirkt dieses neue Format schon in seiner ersten Folge wie ein Anachronismus: ein bisschen schmierig, ein bisschen anbiedernd, mit eingängigen Kamerafahrten, vorsehbaren Plots und abwaschbaren Figuren, die ihre komödiantische Erfüllung allein in der Überzeichnung suchen. Subtile Witze, ernsthafte (!) Widersprüchlichkeiten in der Figurenzeichnung, eine wie auch immer geartete Komplexität, ganz gleich ob ästhetisch oder narrativ: All das ist dieser Serie völlig fremd.“

### Einschaltquoten (Sat.1)
Die bisher höchste Einschaltquote beim Gesamtpublikum (2,56 Millionen Zuschauer und 7,7 Prozent) erreichte Sat.1 mit der Ausstrahlung der ersten Folge (Ballistik) am 10. Januar 2017. Die bisher niedrigste Reichweite beim Gesamtpublikum (1,42 Millionen Zuschauer) wurde zweimal am 6. März 2018 gemessen. Es liefen die siebte und achte Episode der zweiten Staffel mit dem Titel Anaphylaxie und Kompression.
Im Durchschnitt erreichten die zehn Episoden der ersten Staffel auf Sat.1 2,35 Millionen Zuschauer, was 7,3 Prozent entspricht. In der Zielgruppe der 14- bis 49-Jährigen wurden im Schnitt 1,16 Millionen sowie 10,8 Prozent ermittelt. Die zweite Staffel sahen durchschnittlich 1,72 Millionen Zuschauer, was 5,4 Prozent entspricht. 8,3 Prozent bei 0,87 Millionen wurde in der Zielgruppe der 14- bis 49-Jährigen gemessen.
| Staffel | Folge                                                                   | Ausstrahlung (Sat.1) | Zuschauer | Zuschauer       | Marktanteil | Marktanteil     | Quelle        |
| Staffel | Folge                                                                   | Ausstrahlung (Sat.1) | Gesamt    | 14 bis 49 Jahre | Gesamt      | 14 bis 49 Jahre | Quelle        |
| ------- | ----------------------------------------------------------------------- | -------------------- | --------- | --------------- | ----------- | --------------- | ------------- |
| 1       | 1                                                                       | 10. Jan. 2017        | 2,56 Mio. | 1,14 Mio.       | 7,7 %       | 10,8 %          | [ 19 ]        |
| 1       | 2                                                                       | 10. Jan. 2017        | 2,31 Mio. | 1,11 Mio.       | 7,4 %       | 10,5 %          | [ 19 ]        |
| 1       | 3                                                                       | 17. Jan. 2017        | 2,36 Mio. | 1,20 Mio.       | 7,2 %       | 11,3 %          | [ 20 ]        |
| 1       | 4                                                                       | 17. Jan. 2017        | 2,39 Mio. | 1,26 Mio.       | 7,7 %       | 12,2 %          | [ 20 ]        |
| 1       | 5                                                                       | 24. Jan. 2017        | 2,00 Mio. | 0,99 Mio.       | 6,0 %       | 9,2 %           | [ 21 ]        |
| 1       | 6                                                                       | 24. Jan. 2017        | 2,07 Mio. | 1,09 Mio.       | 6,6 %       | 10,2 %          | [ 21 ]        |
| 1       | 7                                                                       | 31. Jan. 2017        | 2,43 Mio. | 1,11 Mio.       | 7,5 %       | 10,4 %          | [ 22 ]        |
| 1       | 8                                                                       | 31. Jan. 2017        | 2,28 Mio. | 1,11 Mio.       | 7,3 %       | 10,3 %          | [ 22 ]        |
| 1       | 9                                                                       | 7. Feb. 2017         | 2,34 Mio. | 1,20 Mio.       | 7,0 %       | 10,6 %          | [ 23 ]        |
| 1       | 10                                                                      | 7. Feb. 2017         | 2,28 Mio. | 1,13 Mio.       | 7,2 %       | 10,2 %          | [ 23 ]        |
| 2       | 11                                                                      | 13. Feb. 2018        | 1,94 Mio. | 0,96 Mio.       | 5,9 %       | 9,2 %           | [ 24 ]        |
| 2       | 12                                                                      | 13. Feb. 2018        | 1,97 Mio. | 1,00 Mio.       | 6,4 %       | 10,1 %          | [ 24 ]        |
| 2       | 13                                                                      | 20. Feb. 2018        | 1,78 Mio. | 1,00 Mio.       | 5,3 %       | 9,0 %           | [ 25 ]        |
| 2       | 14                                                                      | 20. Feb. 2018        | 1,57 Mio. | 0,76 Mio.       |             | 7,2 %           | [ 25 ] [ 26 ] |
| 2       | 15                                                                      | 27. Feb. 2018        | 1,68 Mio. | 0,91 Mio.       | 5,0 %       | 8,3 %           | [ 27 ]        |
| 2       | 16                                                                      | 27. Feb. 2018        | 1,63 Mio. | 0,82 Mio.       | 5,4 %       | 8,2 %           | [ 27 ]        |
| 2       | 17                                                                      | 6. März 2018         | 1,42 Mio. | 0,69 Mio.       | 4,3 %       | 6,6 %           | [ 28 ]        |
| 2       | 18                                                                      | 6. März 2018         | 1,42 Mio. | 0,72 Mio.       | 4,5 %       | 6,9 %           | [ 28 ]        |
| 2       | 19                                                                      | 13. März 2018        | 1,84 Mio. | 0,93 Mio.       | 5,7 %       | 9,2 %           | [ 29 ] [ 30 ] |
| 2       | 20                                                                      | 13. März 2018        | 1,68 Mio. | 0,81 Mio.       | 5,6 %       | 8,3 %           | [ 29 ] [ 30 ] |
| 3       | 21                                                                      | 7. Jan. 2019         | 1,57 Mio. | 0,70 Mio.       | 5,2 %       | 7,4 %           | [ 31 ]        |
| 3       | 22                                                                      | 14. Jan. 2019        | 1,51 Mio. | 0,62 Mio.       | 5,0 %       | 6,9 %           | [ 32 ]        |
| 3       | 23                                                                      | 21. Jan. 2019        | 1,41 Mio. | 0,54 Mio.       | 4,4 %       | 5,1 %           | [ 33 ]        |
| 3       | 24                                                                      | 28. Jan. 2019        | 1,64 Mio. | 0,72 Mio.       | 5,5 %       | 8,0 %           | [ 34 ]        |
| 3       | Die weiteren Folgen der 3. Staffel wurden nicht auf Sat.1 ausgestrahlt. |                      |           |                 |             |                 |               |

### Auszeichnungen
- Jupiter-Award
  - 2018: Nominierung in der Kategorie Beste TV-Serie national
  - 2019: Nominierung in der Kategorie Beste TV-Serie national

## DVD-Veröffentlichung
Im Vertrieb der Sony Music Entertainment Germany GmbH erschien die erste Staffel der Serie auf drei DVDs am 3. Februar 2017 und die zweite Staffel (ebenfalls auf drei DVDs) am 30. März 2018. Die dritte Staffel soll am 19. April 2019 auf DVD erscheinen.

## Ausstrahlung und Adaption im Ausland
Das Unternehmen Red Arrow Studios International ist für die Vermarktung der Fernsehserie im Ausland zuständig und hat sie bisher in über 100 Staatsgebiete verkauft. Vor allem in Spanien und  Portugal erzielt die Serie sehr gute Einschaltquoten.
Neben einer US-amerikanischen Adaption für den Sender NBC sind lokale Adaptionen in Slowenien, Tschechien und in der Slowakei in Vorbereitung.